# Andrea da Valle
Andrea da Valle (Valle di Capodistria, primo quarto del XVI secolo – 1578) è stato un architetto italiano.

## Biografia
Nato nei pressi di Capodistria da un certo Antonio, visse e lavorò come architetto e lapicida sempre a Padova, dove fu probabilmente chiamato dallo zio Matteo anche lui lapicida. La prima notizia, che testimonia la sua presenza a Padova, risale al 1531, mentre nel 1532 è documentata l'eredità dello zio, che gli lasciò gli strumenti di lavoro ed alcuni indumenti. Nel 1533 fu aiutante di Giovanni Maria Falconetto durante i lavori nella cappella di sant'Antonio nella omonima basilica. In collaborazione con lo scultore Tiziano Alinio nel 1539 prese in affitto una bottega in qua de presenti inciduntur et laborantur lapides. L'anno successivo lavorò a Bologna per la realizzazione di due chiostri attigui alla chiesa di San Gregorio, suo primo lavoro originale noto. 

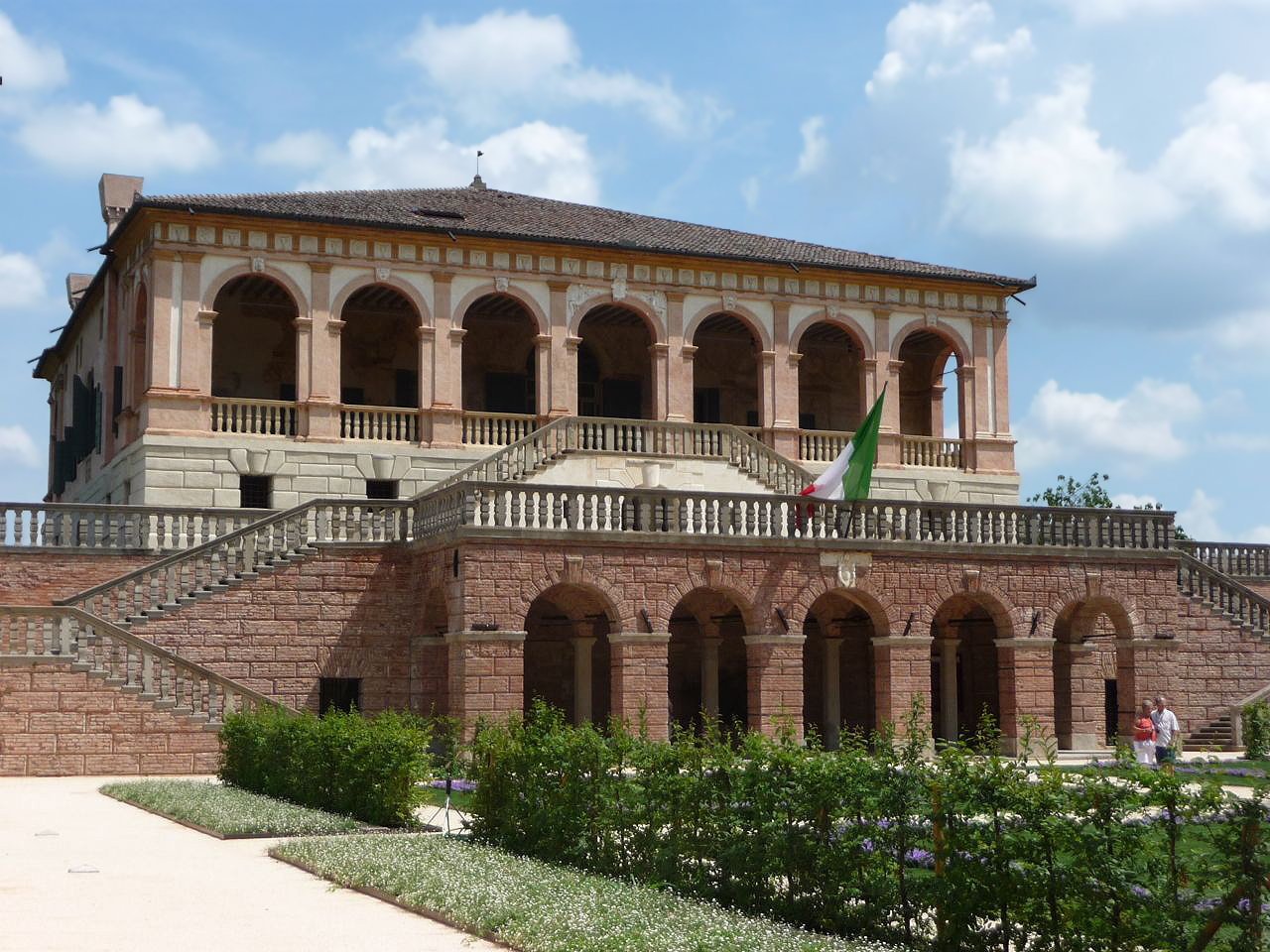
Villa dei Vescovi a Luvignano di Torreglia.

Dopo la morte del Falconetto gli fu affidato l'incarico di completare la Villa dei Vescovi a Luvignano, sui colli Euganei. Nel 1547 presentò un progetto per la realizzazione del nuovo coro della Cattedrale di Padova, in competizione con il Sansovino; il suo progetto fu scelto soprattutto per l'appoggio datogli dal vescovo di Padova, il cardinale Francesco Pisani, suo protettore. Le conoscenze e le manovre del Sansovino portarono all'intervento di Michelangelo Buonarroti, che presentò un ulteriore progetto che fu approvato e la cui realizzazione fu affidata il 1º gennaio 1551 proprio ad Andrea da Valle.
Sempre nel 1552 fu presente a Treviso, dove realizzò il Palazzo comunale e forse anche la Loggia del Palazzo dei Trecento. Tra il 1557 e il 1560 realizzò parecchi lavori a Padova e dintorni: per un messer Francesco Lando (non meglio identificati), per le monache di Sant'Agata, per il chiostro del monastero di Santa Maria di Vanzo e per il coro della chiesa di San Giacomo a Monselice. Tutti questi lavori sono andati perduti, tranne quello di Monselice. Gli è attribuita anche la realizzazione della Villa Pisani a Monselice, che in precedenza era stata attribuita al Palladio.
A partire dal 1560, dopo la morte di Andrea Moroni, gli fu affidata la direzione dei lavori della grandiosa fabbrica della Basilica di Santa Giustina che mantenne fino al 1578, probabilmente fino alla morte. Nello stesso 1560 seguì pure i lavori della Certosa di Vigodarzere, che in precedenza erano del Moroni. Nel 1562 eseguì i disegni preparatori per il chiostro, il dormitorio ed altri edifici del monastero di san Vitale in Ravenna. Dei tre chiostri di san Vitale vi sono le prove documentare che Andrea realizzò quello grande con le colonne binate, mentre quello trilatere gli viene attribuito in base a considerazioni stilistiche e cronologiche. Nel 1567 lavorò presso il monastero di sant'Antonio di Vienna a Padova.
Nel 1577 fu chiamato a Venezia con altri architetti per suggerimenti relativi al restauro del Palazzo Ducale, danneggiato da un incendio. Morì probabilmente nel 1578, poiché dopo quell'anno non vi sono più notizie a lui riferibili.
Alcune sue opere si trovano anche a Bologna.